# Rafael Schilt
Rafael Schilt (* 11. Februar 1979 in Vevey) ist ein Schweizer Jazzmusiker (Tenorsaxophon, Klarinette).

## Leben und Wirken
Schilt begann mit zwölf Jahren Altsaxophon zu spielen und erhielt klassischen Unterricht bei Rico Gubler. Mit 17 Jahren wechselte er zum Tenorsaxophon und nahm Unterricht bei Thomas Geiger und Christoph Grab an der Swiss Jazz School. 1998 und 1999 war er Mitglied des Swiss Youth Jazz Orchestra. Nach einem Studium an der Jazzschule Luzern hielt er sich mehrfach für private Studien bei Chris Cheek, Chris Speed und Mark Turner in New York auf.
2003 gründete Schilt sein Quartett Leafar, mit dem er 2008 das Album Höhenluft vorlegte. Jean-Paul Brodbeck holte ihn 2004 in sein Quartett Brodbecks Playground mit Samuel Rohrer und Fabian Gisler. Seit 2006 gehörte er zu Beat Kellers Keller’s 10, mit dem er auf vielen Festivals auftrat und zwei Alben veröffentlichte. Er war Mitglied im Lucerne Jazz Orchestra. Mit Raffaele Bossards Junction Box entstand das Album Adumbration (2012). Dann gründete er ein Quartett mit dem Gitarristen Roberto Pianca und den Italienern Emanuele Maniscalco am Schlagzeug und Stefano Senni am Bass, mit denen das Album A Sound entstand. Mit dem Quintett Exquisicion, zu dem auch Pascal Walpen gehört, veröffentlichte er zwei Alben, zuletzt Tsa und ist auf Alben mit Bucher 5, Colliding Particles, Ionisation, Meta Zero, The Lost Souls und Lukas Mantel zu hören. Weiterhin spielte er mit Nils Wogram, Norbert Pfamatter, Fabian Kuratli, Hans Feigenwinter, Colin Vallon und Kurt Rosenwinkel.

## Preise und Auszeichnungen
Schilt erhielt 2004 das Stipendium der Stiftung Friedl Wald. 2012 war er Preisträger der Atelierstipendiums New York der Stadt Zürich.

## Diskographische Hinweise
- Rafael Schilt, Stefan Rusconi, Tobias von Glenck, Raphaël Pedroli: Songs from the Lost Souls (Lipstick Records 2005)
- Leafar: Höhenluft (Unit Records, 2008, mit Nat Su, Samuel Rohrer und Wolfgang Zwiauer)
- Rafael Schilt Quartet: A Sound (Wide Ear Records 2015, mit Roberto Pianca, Emanuele Maniscalco, Roberto Bordiga)
- Rafael Schilt, William Evans, Bänz Oester, Gerald Cleaver: Undulation (Anuk, 2020)[4]
- Peter Frei/Rafael Schilt/Paul Amereller: Leisure Time (Klatovee Edition/Anuklabel Klacto 10, 2023)[5]